# Éponine
Éponine Thénardier, também conhecida como a "garota Jondrette", é uma personagem fictícia do romance de 1862 Os Miseráveis de Victor Hugo.
A personagem é apresentada como uma criança mimada, mas aparece mais tarde no romance como uma adolescente esfarrapada e pobre que fala no jargão das ruas parisienses, mantendo vestígios de seu antigo charme e inocência. Ela ainda ama seu irmão Gavroche.

## No romance

### Vida em Montfermeil
Éponine nasceu em 1815, a filha mais velha dos Thénardiers. Quando crianças, Éponine e sua irmã mais nova Azelma são descritas como bonitas, bem vestidas e charmosas. Eles são mimadas por seus pais, os Thénardiers, que administram uma pousada em Montfermeil, na França. Em 1818, quando Fantine e sua filha ilegítima Cosette cruzam a pousada, Fantine vê Éponine e Azelma brincando do lado de fora. Cosette junta-se às duas irmãs e as três brincam juntas. Fantine pede aos Thénardiers que cuidem de Cosette enquanto ela vai procurar trabalho em sua cidade natal. Os Thénardiers abusam de Cosette, vestem-na em trapos e a forçam a trabalhar, enquanto mimam suas filhas e as deixam brincar. Seguindo o exemplo dos pais, Éponine e Azelma não são gentis com Cosette e a tratam como uma serva.
Durante a feira de Natal de 1823, Éponine e Azelma admiram uma boneca grande, bonita e cara na vitrine de uma loja. Naquela noite, elas brincam com sua própria boneca, ignorando Cosette. A boneca delas está "muito desbotada, muito velha e quebrada". Eles então jogam a boneca de lado para brincar com um gatinho. Cosette, nunca tendo possuído ou brincado com uma boneca, rapidamente a agarra e tenta não ser notada com ela. Depois de quinze minutos, Éponine e Azelma descobrem que Cosette pegou a boneca e contam para a mãe, que grita com Cosette. Jean Valjean, que presenciou a cena, sai da pousada e compra a boneca cara. Ele volta um momento depois e entrega a Cosette. Pela primeira vez, Éponine e Azelma "olham para Cosette com inveja".

### Vida em Paris

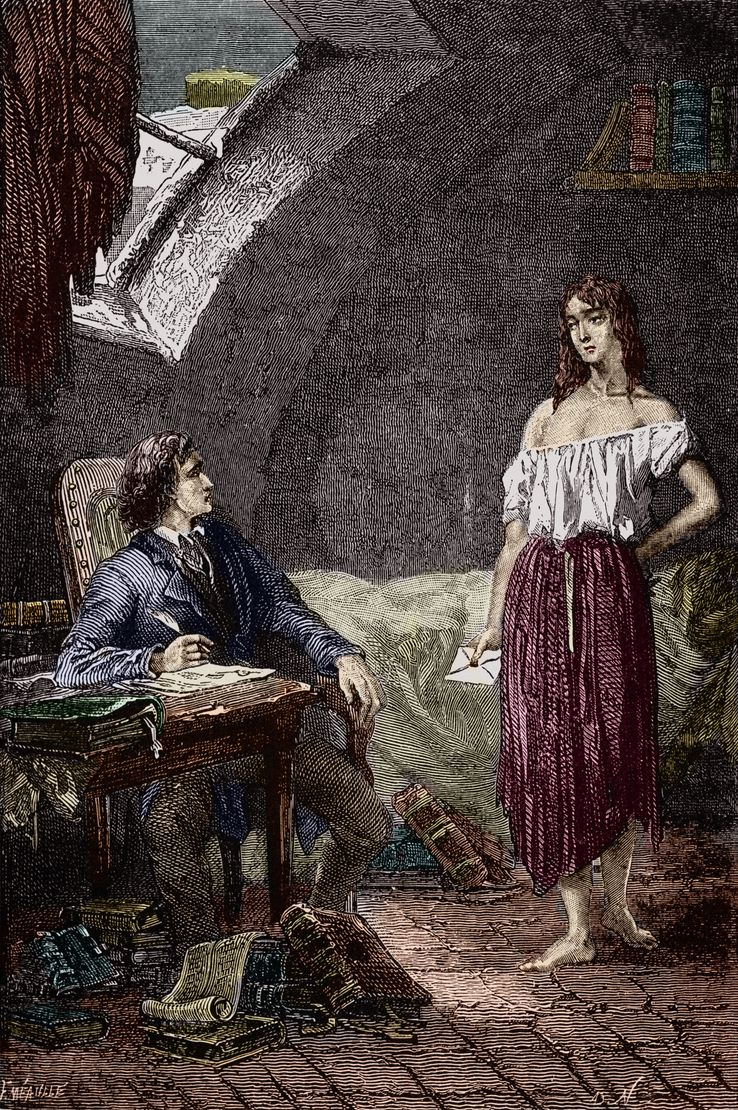
Éponine visita Marius para entregar-lhe uma carta.

Hugo retrata Éponine novamente em 1832. Após a falência da pousada de sua família, eles se mudam para Paris e vivem em um pequeno apartamento degradado no Casebre Gorbeau sob o nome falso de "Jondrette". Eles moram ao lado do apartamento de Marius Pontmercy. Na adolescência, Éponine torna-se uma "criatura pálida, franzina, magra", com uma voz rouca como "uma escrava de galé bêbada", tendo sido "embriagada pelo conhaque e pelos licores". Ela usa roupas sujas e esfarrapadas, consistindo apenas de uma camisa e uma saia. Faltam-lhe alguns dentes, está descalça, cabelos emaranhados, ombros ossudos e olhos pesados e taciturnos, enquanto a "graça de sua juventude ainda lutava contra a velhice hedionda trazida pela devassidão e pela pobreza" e tem apenas um traço de beleza persistente em seu rosto. Ela tinha "a forma de uma jovem imatura e o olhar de uma velha corrompida; cinquenta anos junto com quinze; um desses seres que são ao mesmo tempo fracos e horríveis, e que fazem estremecer aqueles que não fazem chorar". Ela e Azelma ajudam o pai, que escreve para pessoas ricas com nomes diferentes, a mendigar dinheiro. As duas irmãs passam por Marius enquanto fogem da polícia, sem saber que deixaram cair o pacote de cartas falsificadas pedindo esmolas. Marius leva o pacote de volta para seu apartamento.
No dia seguinte, Éponine visita Marius em seu apartamento e lhe entrega uma carta do pai pedindo dinheiro. Marius observa que a caligrafia e o papel de carta são idênticos às letras do pacote. Éponine olha ao redor do quarto de Marius e vai se olhar no espelho de Marius enquanto canta para si mesma. Para impressioná-lo, ela prova que é alfabetizada lendo em voz alta uma passagem de um de seus livros e escrevendo "Os cognes (polícia) estão aqui" em um pedaço de papel. Éponine diz a Marius que ela às vezes vai ao teatro, que ele é bonito, e menciona que já o notou várias vezes. Mudando de assunto, Marius devolve as outras cartas. Éponine agradece a ele por encontrá-los. Ela então conta a Marius que às vezes caminha sozinha à noite, como ela e sua família viveram sob os arcos das pontes no inverno anterior, como ela pensou em se afogar e que teve alucinações por falta de nutrição. Com pena dela, Marius dá-lhe cinco francos, e ela agradece-lhe numa corrente de jargões. Éponine vai embora, mas não antes de pegar um pedaço de pão endurecido da escrivaninha de Marius e mordê-lo.

### O Ataque no Casebre Gorbeau
Depois que Éponine sai, Marius observa ela e sua família em seu apartamento ao lado. Eles vivem em total miséria. Marius ouve Éponine alegar que ela conseguiu que um filantropo da igreja local fosse até sua casa e lhes desse dinheiro para ajudar a pagar o aluguel. Em um esforço para tornar sua família mais pobre, Thénardier ordena que Azelma dê um soco na janela, o que ela faz, cortando a mão. Acontece que o "filantropo" é na realidade Jean Valjean, ainda não reconhecido pelos Thénardiers e conhecido por um nome diferente, e ele visita para inspecionar suas circunstâncias. Ele é acompanhado por Cosette, por quem Marius está apaixonado. Valjean promete voltar mais tarde com dinheiro.
Marius tenta seguir Valjean e Cosette, mas não consegue. Quando ele volta para seu quarto, Éponine pergunta o que o está incomodando e se oferece para ajudá-lo. Marius pede que ela encontre o endereço do pai e da filha que acabaram de visitar. Éponine reage amargamente, percebendo seu interesse romântico pela filha do filantropo, mas concorda em fazê-lo depois que ele promete dar a ela qualquer coisa que ela deseje em troca.
Éponina sai. Marius ouve Jondrette e sua esposa planejando roubar e assassinar Valjean com a ajuda da gangue de rua Patron-Minette. Marius informa Javert na esperança de obstruir seu plano. Depois que Marius retorna, Thénardier ordena que Éponine vasculhe o apartamento de Marius para ver se ele está lá. Ao ouvir isso, Marius se esconde debaixo da cama. Ela entra no apartamento, mas não o inspeciona. Ela mais uma vez se olha no espelho de Marius e canta. Enquanto ela faz isso, ela grita de volta para o pai que ela está olhando para a sala e não há ninguém presente. Éponine sai do apartamento e ela e Azelma são enviadas para fora do prédio para vigiar a polícia. À medida que o crime se desenrola, Marius tenta parar Thénardier jogando a nota que Éponine escreveu anteriormente através de uma rachadura na parede. Thénardier reconhece a escrita de Éponine. Eles tentam escapar, mas Javert entra e prende os Thénardiers e a gangue de rua, enquanto Valjean escapa despercebido. Éponine não é pega, pois escapou de seu posto para um encontro com Montparnasse, um membro do Patron-Minette. Mais tarde, ela é pega e se junta a Azelma na prisão. Ambas as irmãs são libertadas duas semanas depois devido à falta de provas.

### Marius, Cosette e Éponine
Na prisão, Babet envia uma carta a Éponine ordenando que ela investigue uma casa na Rue Plumet. Ao descobrir que Valjean e Cosette moram lá, Éponine envia um “biscoito” a Babet (que é o código de "nada a fazer"). Depois ela descobre o paradeiro de Marius com a ajuda de Mabeuf, e encontra Marius em um parque chamado "O Campo da Cotovia". Ela então diz a ele que sabe onde Cosette mora, esperando impressioná-lo e fazê-lo feliz. Marius faz Eponine jurar não contar o endereço ao seu pai, o que ela promete. Enquanto ela o leva para a casa, ela o lembra que ele prometeu lhe dar algo em troca de encontrar Cosette, e ele oferece a ela sua última moeda de cinco francos. Ela tristemente deixa a moeda cair no chão, dizendo que não quer o dinheiro dele.
Éponine vigia secretamente Marius cada vez que ele vai visitar Cosette. Uma vez, ela tenta falar com ele, mas pela primeira vez ela fica sem palavras. Na noite seguinte, Éponine o segue até a casa e está sentada nos portões perdida em pensamentos quando Thénardier e seus companheiros criminosos chegam para roubar a casa. Éponine primeiro tenta distrair sua atenção dando-lhes saudações amigáveis. Quando isso falha, ela ameaça gritar e alertar a polícia e a vizinhança. Ela então se senta nos portões e canta para si mesma. Vendo que Éponine é séria em sua ameaça, os homens vão embora, e ela os segue cautelosamente.

### Disfarce
No dia seguinte, Éponine elabora um plano "para frustrar os projetos de seu pai e dos bandidos sobre a casa na Rue Plumet, e separar Marius e Cosette". Disfarçada de menino, ela joga a Valjean uma nota que diz "mude-se". Ele volta para Cosette na Rue Plumet e diz a ela que eles devem se mudar imediatamente para sua outra casa e partir para a Inglaterra em uma semana. Cosette escreve rapidamente para contar a Marius e paga a Éponine, disfarçada de operário, para entregar a carta a Marius. Éponine pega a carta sem intenção de entregá-la. Depois de lê-la, ele retorna à Rue Plumet e confirma com Cosette que eles vão mudar de casa e ir para a Inglaterra em uma semana. Cosette rapidamente escreve uma carta para Marius com esta informação e paga a Éponine, disfarçada de operário, para entregar a carta a Marius. Éponine pega a carta sem intenção de entregá-la.
No dia seguinte (5 de junho), na noite da insurreição, Éponine visita os alojamentos de Courfeyrac e espera Marius, "não para lhe dar a carta, mas ... 'para ver'". Ela ainda está usando seu disfarce. Courfeyrac aparece e diz a ela que não sabe o paradeiro de Marius. Determinada que ninguém mais terá Marius, ela decide acompanhar Courfeyrac até as barricadas. Ela então vai para a Rue Plumet, esperando Marius visitar Cosette em seu horário habitual. Quando ele chega e descobre que Cosette partiu, Éponine de um esconderijo diz a Marius que seus amigos o esperam nas barricadas da Rue de la Chanvrerie, e ela volta para lá.

### Morte

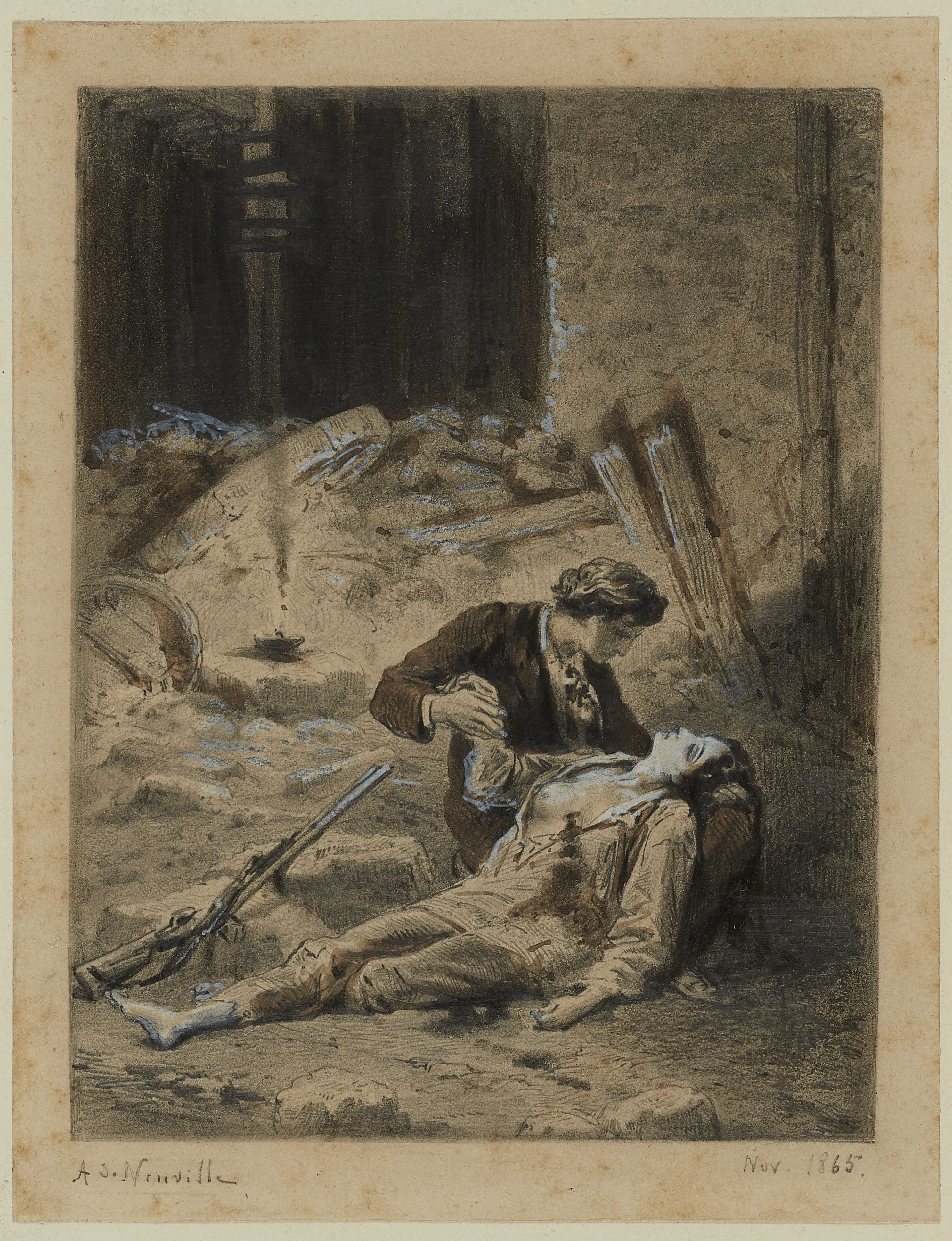
Éponine morre nos braços de Marius

Atormentado pela partida de Cosette, Marius vai para a barricada, armado com as duas pistolas que Javert lhe deu,  e usa ambas durante a luta. Enquanto ele estava desarmado e buscando uma arma, um soldado entra na barricada e mira em Marius. Éponine protege Marius da bala de mosquete, e Marius sai ileso. Marius só a reconhece mais tarde, quando ela está deitada a seus pés. Ela diz a ele que está morrendo e que levou a bala por ele. Ela também diz a ele que a bala perfurou sua mão e saiu pelas costas. Ela pede que ele a deite de joelhos, e então revela a Marius que foi ela quem o levou até as barricadas, esperando que os dois morressem juntos. Ela também confessa para ele: "E ainda assim, quando o vi mirando em você, coloquei a mão no cano do mosquete. Que graça! Mas foi porque eu queria morrer antes de você." Ela então relembra seus encontros anteriores e diz que está feliz que todos vão morrer. O buraco de bala perto do peito de Éponine sangra muito e ela fica com falta de ar. Ela revela que Gavroche é seu irmão quando o ouve cantando nas proximidades, e pede que Marius não deixe Gavroche vê-la com medo de que ele irá "ralhar" com ela. Em seguida, Éponine diz a Marius que ela pode não mentir, e confessa que tem uma carta para ele (que é a carta de Cosette). Depois que Marius pega a carta, Éponine pede que ele prometa beijá-la na testa depois que ela morra, e ele promete. Com seu último suspiro, Éponine diz: "E então, você sabe, Monsieur Marius, acho que estava um pouco apaixonada por você." Éponine morre e Marius a beija na testa como ele havia prometido como "um adeus pensativo e gentil a uma alma infeliz". Pensando que seria inapropriado ler a carta na frente do corpo dela, ele gentilmente a deita e entra em uma taverna para lê-la.
O corpo de Éponine é visto pela última vez entre os outros mortos das barricadas.

## Significado do personagem

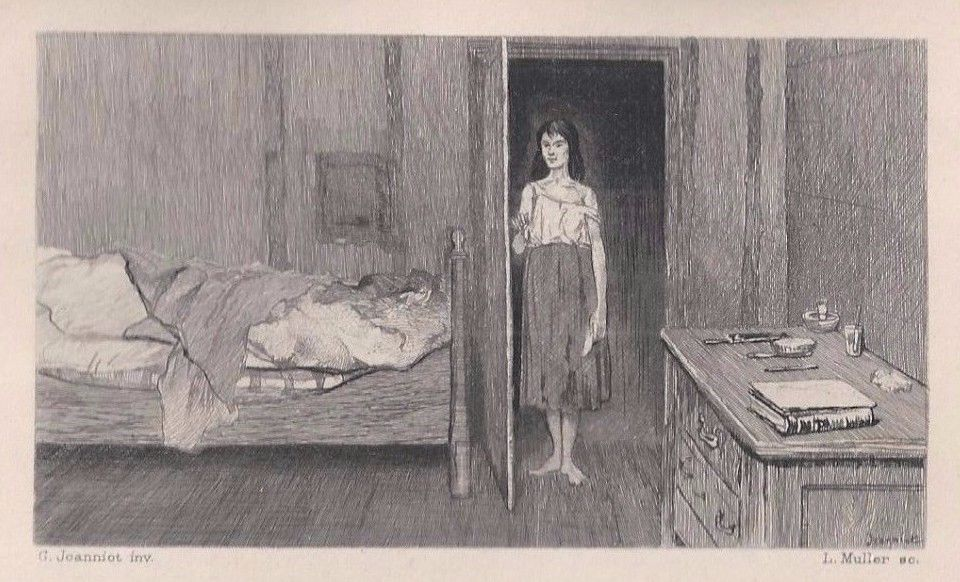
Éponine: A Rose in Misery (1890) de Pierre Jeanniot

John Andrew Frey identificou Éponine como uma figura paralela a Fantine: "Éponine é um símbolo dos tipos redimidos encontrados no trabalho de Hugo - a mulher caída de Maria Madalena redimida por um amor profundo, embora romântico e impossível". Ele vê a morte dela como tipicamente operística, uma cena de despedida prolongada com um discurso em forma de ária explorando todos os seus sentimentos. Como na ópera romântica: "A moribunda Éponine relata seu antigo sentimento de amor por Marius, sentimentos que ela interpreta como defeitos morais e físicos, tornando-a indigna". Ele a compara à personagem de La Maheude no romance de Émile Zola, Germinal, que também contempla uma vida alternativa e "hipoteticamente pensa na possibilidade de que eles possam ter sido amantes". Kathryn M. Grossman também identifica o aspecto redentor da personagem e o paralelo com Fantine: "De uma maneira muito diferente [de Fantine], a devoção de Éponine a Marius a salva de reiterar os pecados de seus pais. Seu amor a redime, como Valjean e Fantine são redimidos por seu amor por Cosette."
George Saintsbury argumentou que Éponine é a personagem mais interessante do romance, mas que Hugo, assim como Marius, não deu atenção suficiente a ela:
Gavroche faz um forte pedido de misericórdia, e sua irmã Éponine, se Hugo tivesse escolhido se dar mais trabalho com ela, poderia ter sido uma ótima personagem, e na verdade é a mais interessante. Mas Cosette, Hugo não conhecia nossa palavra ou ele teria visto o perigo, é meramente uma bonequinha bonita e um tanto egoísta, e seu precioso amante Marius é quase inefável.

### Nome

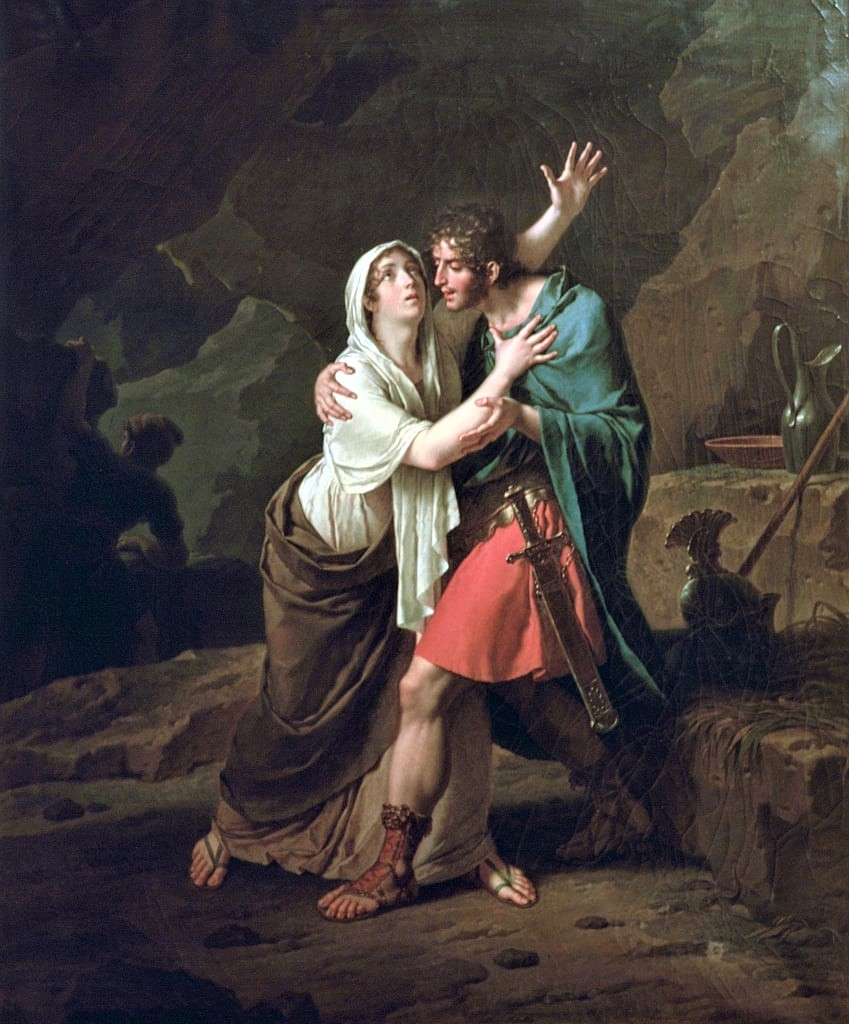
A Éponine original (Epponina), a Gaul. Éponine et Sabinus (1802) porNicolas-André Monsiau

O nome "Éponine" deriva da antiga Gália Epponina, esposa de Júlio Sabino, que se rebelou contra o império romano. Ela "tornou-se o símbolo de grande patriotismo e virtude" protegendo seu marido por muitos anos e escolhendo morrer com ele quando ele foi finalmente capturado. O nome era bastante comum entre republicanos e bonapartistas na França pós-revolucionária. O nome de sua irmã "Azelma" também deriva do nome de uma esposa leal que morre com o marido, a esposa de Abdul-aziz, um guerreiro norte-africano que luta contra Napoleão. Hugo explica ambos os nomes como produto do amor da Sra. Thénardier por "romances estúpidos", novelas melodramáticos sobre temas exóticos com personagens exageradamente nobres. Hugo diz que esses nomes eram típicos do período, quando havia "uma anarquia de nomes de batismo" à medida que as pessoas da classe trabalhadora cada vez mais davam aos filhos nomes exóticos ou grandiosos, enquanto as classes altas adotavam intencionalmente nomes de baixa sonoridade.

As duas irmãs foram originalmente chamadas Palmyre e Malvina, mas em 1860 Hugo as mudou nos rascunhos do romance. Ele pode ter usado o nome Éponine por causa do poema de Charles Baudelaire Les Petites Vieilles (Little Old Ladies) de As Flores do Mal. Dedicado a Hugo, o poema descreve ex-belezas quebradas:
Ces monstres disloqués furent jadis des femmes,
Éponine ou Laïs! Monstres brisés, bossus
Ou tordus, aimons-les! ce sont encor des âmes.
(Estes monstros tiveram um dia beleza,

Eponina ou Laís! Monstros tão retorcidos,

Amemo-los enfim! São almas com certeza.)

## Adaptations
Desde a publicação original de Os Miseráveis em 1862, o personagem de Éponine tem sofrido várias adaptações em vários tipos de mídia baseados no romance, como livros, filmes, musicais, peças de teatro e jogos.
Uma versão satírica de Éponine também aparece no musical Spamalot como parte de um contingente de personagens estereotipados "franceses" que emergem do castelo de Guy De Lombard para inspecionar o Coelho de Tróia deixado para trás pelo Rei Arthur e seus cavaleiros.

## No Musical
Éponine também é destaque na adaptação musical. Ela é interpretada por duas atrizes, uma jovem para Jovem Éponine nas cenas de Montfermeil, e por uma jovem para a adolescente Éponine nas cenas posteriores de Paris. Atrizes que interpretam Jovem Éponine e Jovem Cosette às vezes trocam de papéis em diferentes performances para equalizar as oportunidades de desempenho e a tensão vocal.
O musical dá uma representação claramente simpática de Éponine, o que a tornou uma das suas personagens mais populares. Ao longo do musical, a esfarrapada, independente e trágica Éponine é fortemente contrastada com a recatada, inocente e protegida Cosette.

### Diferenças do Musical
Existem algumas diferenças notáveis na trama da adaptação musical:
- Éponine só aparece como uma criança no número "Castle on a Cloud", e não testemunha Valjean dando uma boneca a Cosette.
- Éponine e Marius já se conhecem antes de Marius conhecer Cosette.
- Éponine e Marius, no musical, parecem ser melhores amigos, e ele está genuinamente com o coração partido pela dor pela morte dela; enquanto no romance Marius não se importa muito com ela, embora ele ainda seja educado com ela no romance e expresse preocupação por ela enquanto ela morre.
- Gavroche e Éponine são irmãos. Isso é explicitamente declarado no romance, mas é apenas sugerido no musical, quando Gavroche expressa tristeza por sua morte.
- A irmã mais nova de Éponine, Azelma, e seus dois irmãos mais novos são omitidos do musical.
- No romance, é mencionado que Éponine bebe. O musical omite isso.
- No romance, Eponine está faltando alguns dentes. No musical eles são tipicamente retratados intactos.
- Não há referência de Marius e da família Thénardier morando em apartamentos, pois o musical os mostra interagindo nas ruas.
- No romance, Éponine é descrita e vista entregando cartas, incluindo falsificações de seu pai para pessoas ricas, jogando anonimamente uma nota para Valjean e entregando a Marius uma carta de Cosette. No musical, Éponine, seus pais e Patron-Minette passam suas mensagens verbalmente um para o outro, e a única passagem de notas que ela faz é durante sua interação com Valjean quando ele intercepta a carta de Marius para Cosette.
- No musical, Éponine, seus pais e Patron-Minette não são presos após a emboscada de Valjean, e o encontro com Montparnasse nunca acontece.
- No musical, Éponine grita para espantar o pai e os bandidos de roubar a casa de Valjean. No romance, ela ameaça gritar e causar uma comoção se eles chegarem muito perto, mas eles saem sem incidentes. Marius, Cosette e Valjean não sabem que a tentativa de assalto ocorreu.
- No romance, depois que Marius descobre que Valjean e Cosette se mudaram da Rue Plumet, Éponine anonimamente diz a Marius que os outros alunos estão esperando por ele nas barricadas, e ele vai para lá. No musical, durante a música "One Day More", Marius está pensando em seguir Cosette para a Inglaterra ou brigar com os outros alunos. Éponine então pega Marius pelo braço e os dois fogem. Ambos são vistos um momento depois com Enjolras e os alunos.
- No musical Marius vê Éponine vestida de menino antes da insurreição começar, enquanto no romance ele só a reconhece depois que ela é baleada. A adaptação cinematográfica de 2012, no entanto, seguiu o romance mais de perto, com Marius apenas a reconhecendo depois que ela foi baleada.
- No musical, Éponine, vestida de menino, é enviada por Marius para entregar uma carta a Cosette. No romance, Gavroche é enviado para entregá-lo após a morte de Éponine. Notavelmente, porém, a adaptação cinematográfica do musical de 2012 seguiu o romance e fez Gavroche entregar a carta enquanto Valjean o avisa para ficar longe do perigo.
- No show original, Éponine é morta a tiros ao retornar às barricadas. No romance, ela e Marius já estão nas barricadas, e ela bloqueia o tiro de um soldado destinado a Marius. No entanto, na adaptação cinematográfica de 2012 do musical e no revival da Broadway de 2014, Éponine é ferida da mesma maneira que o livro.
- No momento de sua morte no musical, nenhuma especulação é feita a princípio como e onde Éponine está ferida. Quando ela desmaia, Marius percebe que seu cabelo está úmido e abre o casaco para revelar que ela foi baleada no peito. No romance, ela foi baleada na mão primeiro, e a bala saiu pelas costas. A última versão foi usada na adaptação cinematográfica de 2012.
- No romance, Éponine pede a Marius que beije sua testa depois que ela morrer, e ele o faz. No musical, ela se levanta e o beija com suas últimas forças, depois cai para trás e morre. No revival de 2006, ela se levanta para tentar beijá-lo, mas morre antes que ela possa.
- Na música "Night of Anguish", Enjolras anuncia que Éponine foi a primeira a morrer. Os alunos lamentam sua morte, resolvem lutar em seu nome e levar seu corpo embora. No romance, Mabeuf foi o primeiro a morrer e é lamentado, e apenas Marius está com Éponine durante e após sua morte.
- No musical de palco (mas não no filme de 2012), o espírito de Éponine aparece com Fantine para levar Valjean ao céu. O romance não tem cena semelhante.

### Canções
Éponine é destaque do musical nas seguintes canções:
Castle On A Cloud (silêncio):
Éponine faz sua primeira aparição como uma criança. Éponine é mostrada sendo cruel com Cosette.
Look Down:
Éponine reaparece como uma jovem esfarrapada e um membro da gangue de seu pai. Ela é apresentada ao público por Gavroche.
The Robbery/Javert's Intervention:
Éponine se encontra com Marius e torna-se aparente que ela o ama (embora ele só a veja como amiga). Thénardier  a manda para fora vigiar enquanto senhor Thénardier e sua gangue tentam roubar Valjean. Antes que a gangue possa roubar Valjean, Éponine volta, gritando que Javert vem. Ela não é presa.
Éponine's Errand :
Éponine reconhece Cosette. Quando Marius volta, ela vê que ele está apaixonado por Cosette. Ele pede a Éponine que descubra onde Cosette mora, e ela aceita, apesar de seu ciúme, para agradá-lo.
In My Life:
Éponine leva Marius a rua Plumet, onde Valjean e Cosette moram. Enquanto Cosette está no jardim e Marius vai vê-la, Éponine canta para si mesma como ela o ama e "seria sua", se ele desejasse.
A Heart Full Of Love:
Depois de ouvir Cosette e Marius conhecerem-se e declararem seu amor um pelo outro, Éponine sabe que Marius nunca a amou.
The Attack On Rue Plumet:
Éponine descobre seu pai e sua gangue tentando entrar na casa para roubar Valjean. Ela primeiro tenta dissuadi-los, insistindo que não há nada na casa que valha a pena roubar e, em seguida, ameaça gritar e acordar todo mundo, se eles não forem embora. Quando eles se recusam, ela grita, obrigando-os a recuar, e alerta Marius e Cosette. Marius apresenta Éponine a Cosette como a pessoa que os reuniu e que mais uma vez os salvou. Foi o grito de Éponine, no entanto, que assusta Valjean e o faz decidir se mudar para a Inglaterra, pensando que Javert o havia encontrado mais uma vez.
One Day More :
Os principais personagens cantam seus próprios pontos de vista sobre o dia seguinte. Na parte de Éponine, ela lamenta a perda de Marius e de como ela está sozinha. Marius está dividido entre a possibilidade de seguir Cosette para a Inglaterra, ou lutar com os outros estudantes. Então, Éponine agarra Marius pelo braço e os dois fogem.
At The Barricade (Upon These Stones):
Éponine aparece vestido como um rapaz. Marius a encontra e ela lhe diz que quer ficar com ele. Ele pede a ela para levar uma carta a Cosette, como um meio de se despedir de Cosette e deixar Éponine em segurança. Ela é encontrada no jardim por Valjean, que pega a carta e diz a ela para ter cuidado no caminho.
On My Own:
Canção solo de Éponine. Ela anda pelas ruas de Paris e reflete sobre sua solidão e seu amor por Marius, sabendo que ele pode viver sem ela e que não há esperança deles ficarem juntos.
A Little Fall Of Rain:
Éponine retorna para a barricada, mas é atingida. Marius a segura e conforta, enquanto ela expressa a felicidade de eles estarem juntos. Ela inclina-se e o beija, e depois morre em seus braços.
Night Of Anguish (silêncio):
Enjolras anuncia que Éponine é "o primeiro a cair" na barricada. Marius, ainda segurando o corpo dela, diz-lhe que "sua vida era fria e escura, mas ela não tinha medo." Os outros alunos resolvem lutar em seu nome, e levam o corpo embora.
Epilogue:
Éponine faz uma aparição final como um fantasma, junto com Fantine, para receber Valjean recém-falecido.

## References
1. ↑  Victor Hugo, Les Misérables, Wordsworth Classics, p. 496
2. ↑  Frey, John Andrew (1999). A Victor Hugo Encyclopedia. Westport, Connecticut: Greenwood Press. p. 92. ISBN 978-0313298967
3. ↑  Grossman, Kathryn M. (1994). Figuring Transcendence in Les Miserables: Hugo's Romantic Sublime. Carbondale, Illinois: Southern Illinois University Press. p. 125. ISBN 978-0809318896
4. ↑  George Saintsbury, A History of the French Novel: To the Close of the Nineteenth Century. Volume: 2, MacMillan, 1919, p.114
5. ↑  James McGowan (ed), Charles Baudelaire, The Flowers of Evil, Oxford University Press, Oxford, 1998, p.371.
6. ↑  Victor Hugo, Les Miserables, Chapter II—First Sketch of Two Unprepossessing Figures.
7. ↑  Robert T. Cargo, Baudelaire criticism, 1950-1967: A Bibliography with Critical Commentary, University of Alabama Press, 1968, p.48.
8. ↑  Robert T. Cargo, Baudelaire criticism, 1950-1967: A Bibliography with Critical Commentary, University of Alabama Press, 1968, p.48.
9. ↑  James McGowan (trans), Charles Baudelaire, The Flowers of Evil, Oxford University Press, Oxford, 1998, p.371.
10. ↑  Éponine (Character) at the Internet Movie Database